# Тетрагидридоборат магния
Тетрагидридоборат магния — неорганическое соединение, 
комплексный смешанный гидрид магния и бора с формулой Mg[BH4]2,
бесцветные кристаллы,
реагирует с водой.

## Получение
- Взаимодействие диборана с гидридом магния в эфире:

{\displaystyle {\mathsf {B_{2}H_{6}+MgH_{2}\ {\xrightarrow {\ }}\ Mg[BH_{4}]_{2}}}}
- Реакция хлорида магния и тетрагидридобората лития:

{\displaystyle {\mathsf {2Li[BH_{4}]+MgCl_{2}\ {\xrightarrow {\ }}\ Mg[BH_{4}]_{2}+2LiCl}}}

## Физические свойства
Тетрагидридоборат магния образует бесцветные кристаллы
тетрагональной сингонии,
пространственная группа I 41cd,
параметры ячейки a = 1,359 нм, c = 1,651 нм.
При температуре 186°С переходит в 
кубическую фазу,
параметры ячейки a = 1,55 нм.

## Химические свойства
- Реагирует с водой:

{\displaystyle {\mathsf {Mg[BH_{4}]_{2}+8H_{2}O\ {\xrightarrow {\ }}\ Mg(OH)_{2}+2H_{3}BO_{3}+8H_{2}\uparrow }}}